# Faaker See

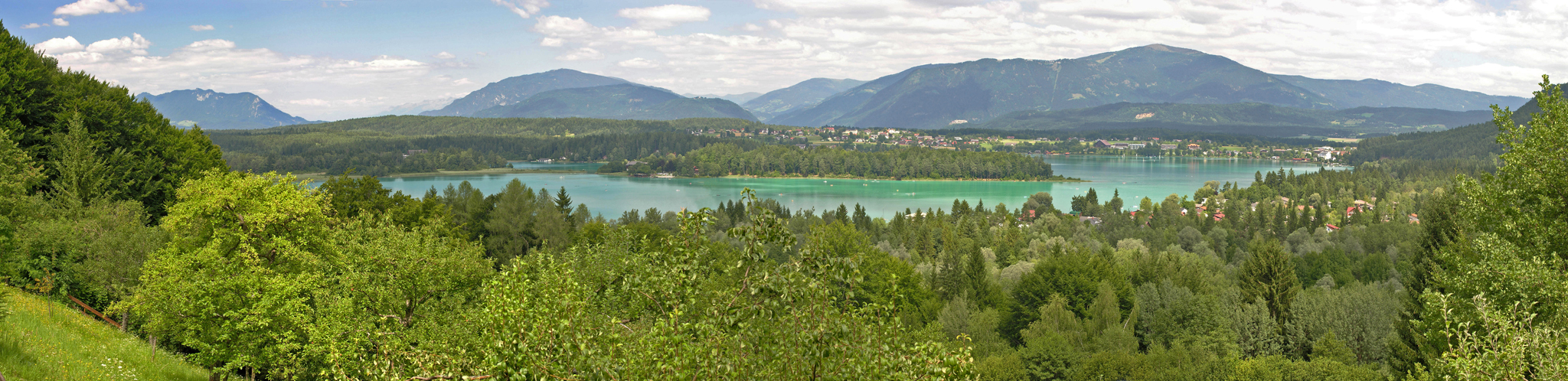
Faaker See, Blick nach Nordwesten

Der Faaker See (slowenisch: Baško jezero) ist ein  See in Kärnten (Österreich). Mit einer Fläche von 220 ha (bei einer maximalen Tiefe von 29,5 m) ist er der fünftgrößte See Kärntens.

## Lage
Der Faaker See liegt südlich von Villach und der Drau und im Norden des in den Karawanken gelegenen Mittagskogels. Der Faaker See gehört politisch zu den Gemeinden Villach (mit den Ortschaften Drobollach am Faaker See und Egg am Faaker See  im Norden) und Finkenstein (mit der Ortschaft Faak am See im Südwesten).
Der See wird durch eine von West nach Ost reichende Bodenschwelle, welche sich auch als Insel 12 m über die Wasseroberfläche erhebt, in zwei Becken geteilt. Seine Größe beträgt 2,2 km², seine maximale Tiefe erreicht er im nördlichen Becken mit 29,5 m. Seine mittlere Tiefe beträgt 16,1 m. Sein Volumen beträgt 35,24 Mio. m³ und seine theoretische Wassererneuerungszeit 7,8 Monate. Der Hauptzufluss des Faaker Sees ist die Worounitza. Weitere Zuflüsse sind die Rotschitza und der Mühlbach sowie einige Quellen im See. Entwässert wird er zur Gail über den Faaker Seebach.
Die Worounitza verursacht auch das türkisblaue Aussehen des Wassers. Sie führt dem See feinste Kalkpartikel zu, die lange in Schwebe bleiben und das Licht türkisblau reflektieren, bevor sie sich am Boden ablagern.

## Besitzverhältnisse
Faaker See und Faaker-See-Insel gelangten 1831 in den Besitz der Fürsten von Liechtenstein. 1918 verkaufte Friedrich von und zu Liechtenstein beide an Ludwig Wittgenstein, einen Onkel des gleichnamigen Philosophen. Wittgenstein vererbte sie 1924 an seine zwei Adoptivtöchter, die Vorfahren der heutigen Besitzer. Seitdem sind See und Insel im Besitz der Familien Catasta und Bucher.

## Tourismus
Die Orte rund um den Faaker See bieten überwiegend von Individualtouristen frequentierte Domizile und eine variantenreiche touristische Infrastruktur mit Hotels, Gästehäusern, Pensionen, Ferienwohnungen und Campingplätzen. Es gibt zahlreiche Restaurants und Gasthäuser, Cafés, Pubs und Buschenschenken. Es findet eine Reihe von Veranstaltungen statt, die frequentierteste Veranstaltung ist die European Bike Week (vormals Harley-Treffen), die in der ersten Septemberwoche stattfindet und laut Wirtschaftlichkeitsanalyse eine Bruttowertschöpfung von 25 bis 35 Millionen Euro ergibt. Die Tage vor dem GTI-Treffen ist die Region rund um den Faaker See ausgebucht.
Es gibt diverse Möglichkeiten für Freizeitaktivitäten am und rund um den Faaker See, darunter Wandern, Radfahren, Sonnen und Baden, Surfen, Segel-, Ruder-, Elektro- und Tretbootfahren (Motorboote mit Verbrennungsmotoren sind verboten) sowie Golf, Volleyball und Tennis.

## Fischbestand

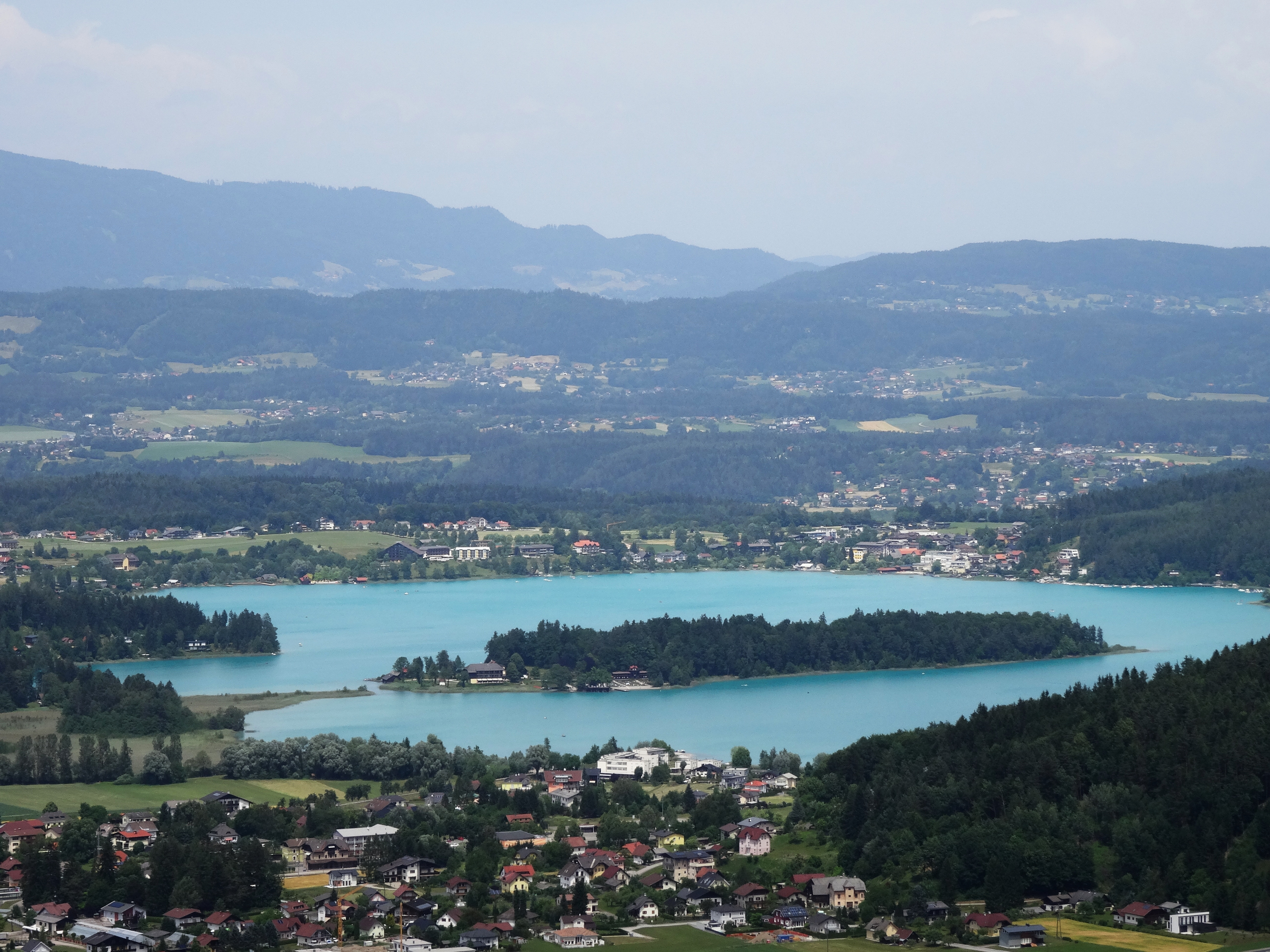
Faaker See von Süden aus

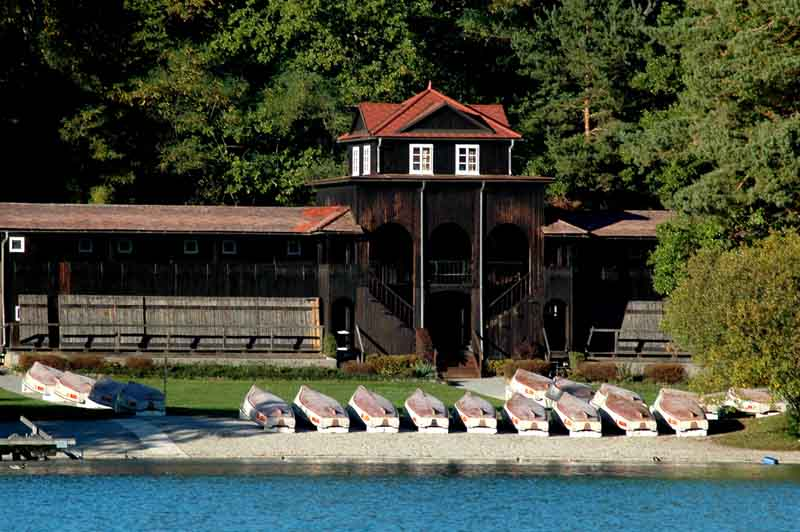
Badehaus auf der Insel

Der Hauptfisch im Faaker See ist die Reinanke, aber auch Wildkarpfen, Hecht, Wels  und Zander werden gefischt.

## Orte am See
- Faak am See
- Drobollach am Faaker See ist die größte Ortschaft am Faaker See. Im Ort befinden sich mehrere Hotels, eine Reihe von Pensionen und Appartementshäusern, auch Gasthäusern/Restaurants und Lokalen
- Greuth bei Drobollach
- Egg am Faaker See ist ein ruhiges, an der Ostseite des Faaker Sees gelegenes Dorf. Bekannt ist das Egger Marterl, ein romanischer Bildstock.
- Neuegg am Faaker See
- Oberaichwald
- Türkeiweg
- Kohlstattstraße